# Enzen (Noordrijn-Westfalen)
Enzen is een plaats in de Duitse gemeente Zülpich, deelstaat Noordrijn-Westfalen, en telt 579 inwoners (2006).